# Biserica reformată din Mihai Viteazu

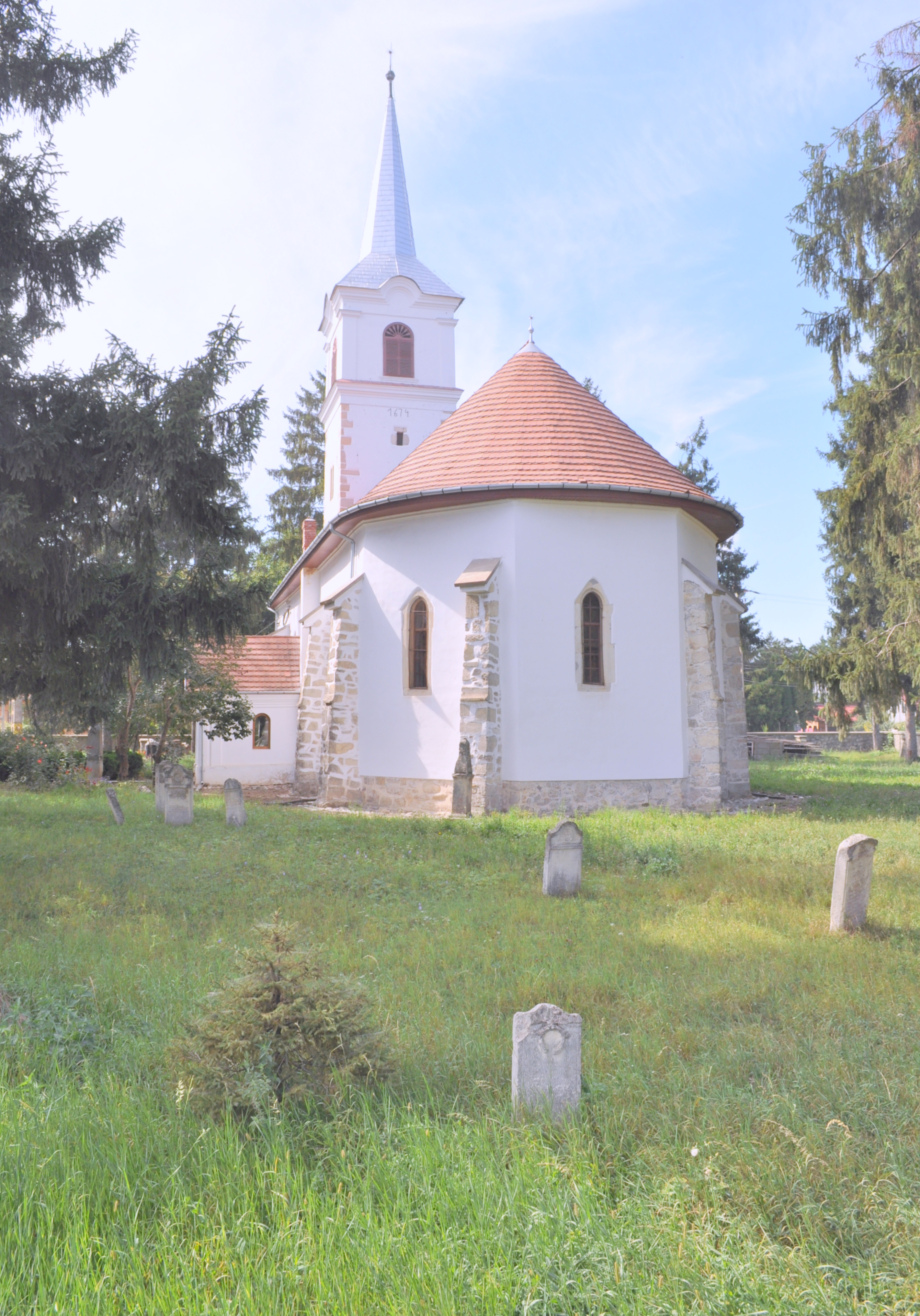
Biserica (est)

Biserica reformată din Mihai Viteazu este un monument istoric aflat pe teritoriul satului Mihai Viteazu; comuna Mihai Viteazu.

## Localitatea
Mihai Viteazu, mai demult Sânmihaiu, este satul de reședință al comunei cu același nume din județul Cluj, Transilvania, România. Prima menționare documentară a satului Mihai Viteazu este din anul 1319, sub numele de  villa Szentmihálteluke.
Satul Mihai Viteazu a luat naștere prin unirea celor două sate Sânmihaiu de Jos (A.Sz.Mihályfalva) și Sânmihaiu de Sus (F.Sz.Mihályfalva).

## Biserica
Biserica reformată din fostul sat Alsószentmihály a fost ridicată în stil gotic în secolul al XIV-lea și reconstruită în a doua jumătate a secolului al XVII-lea. În structura confesională a populației comunei Mihai Viteazu reformații au o pondere de 3,26%, ocupând locul al patrulea, după ortodocși, unitarieni și romano-catolici.

## Vezi și
- Mihai Viteazu, Cluj
- Biserica romano-catolică din Mihai Viteazu

## Imagini

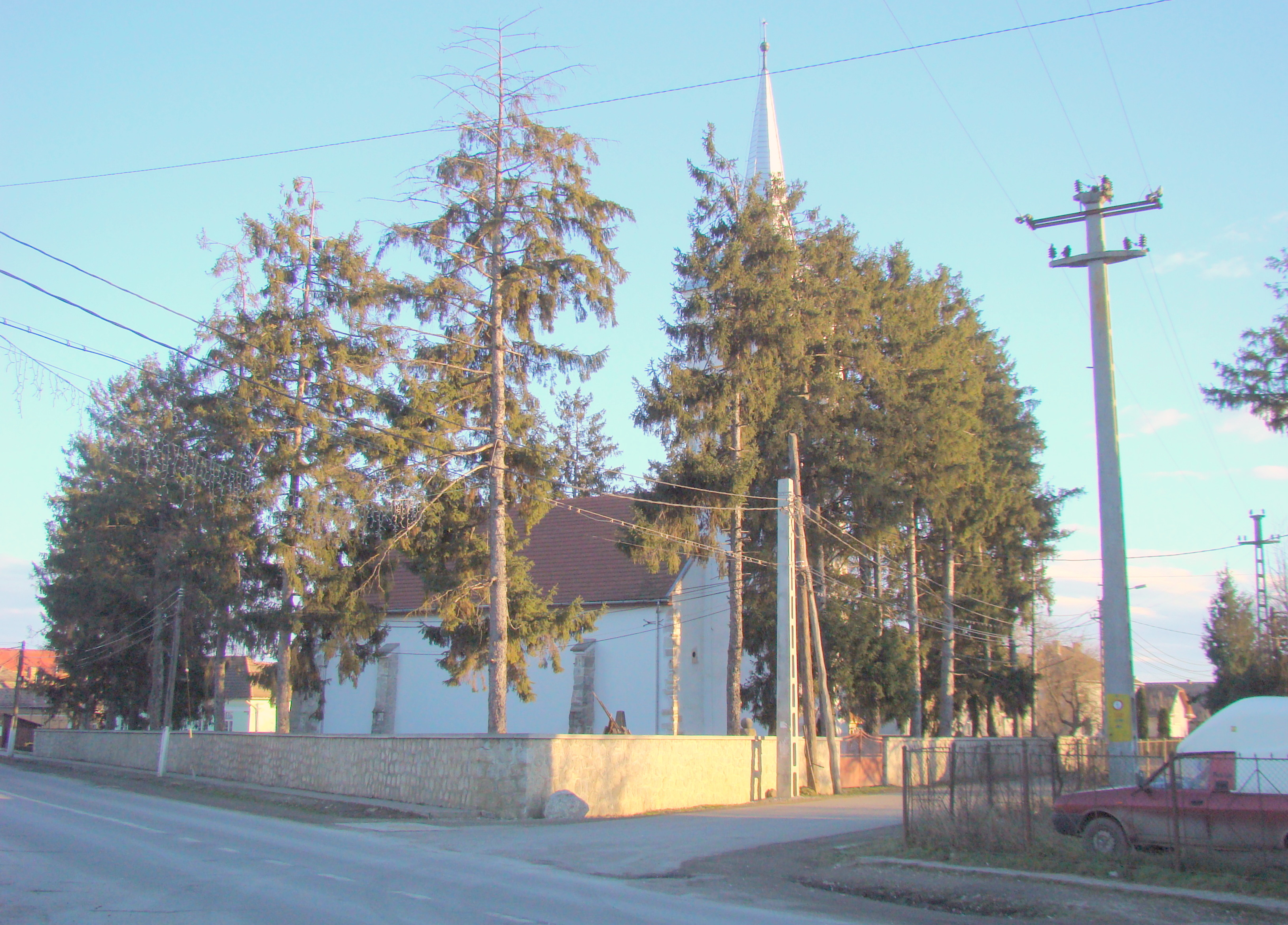
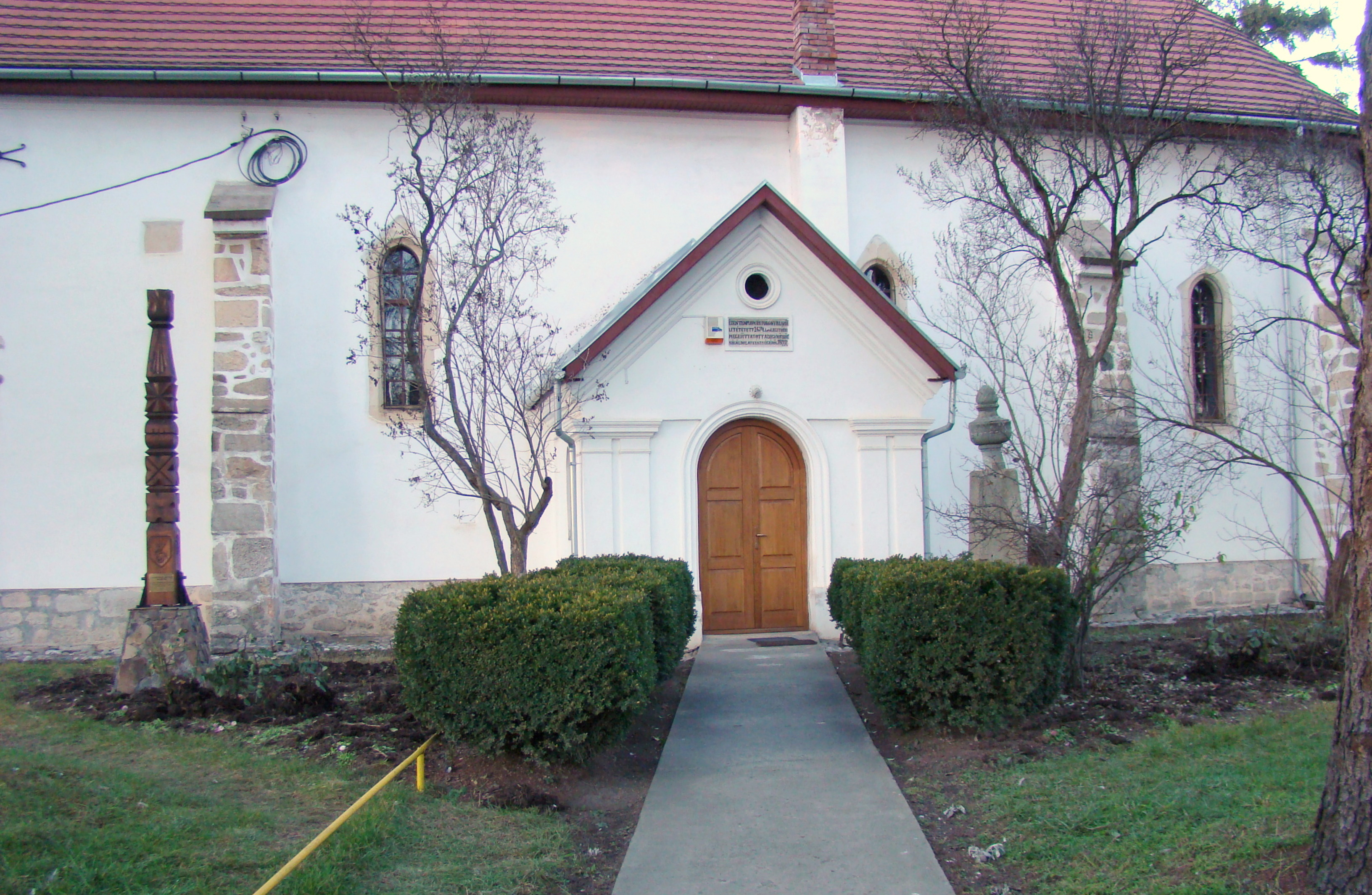
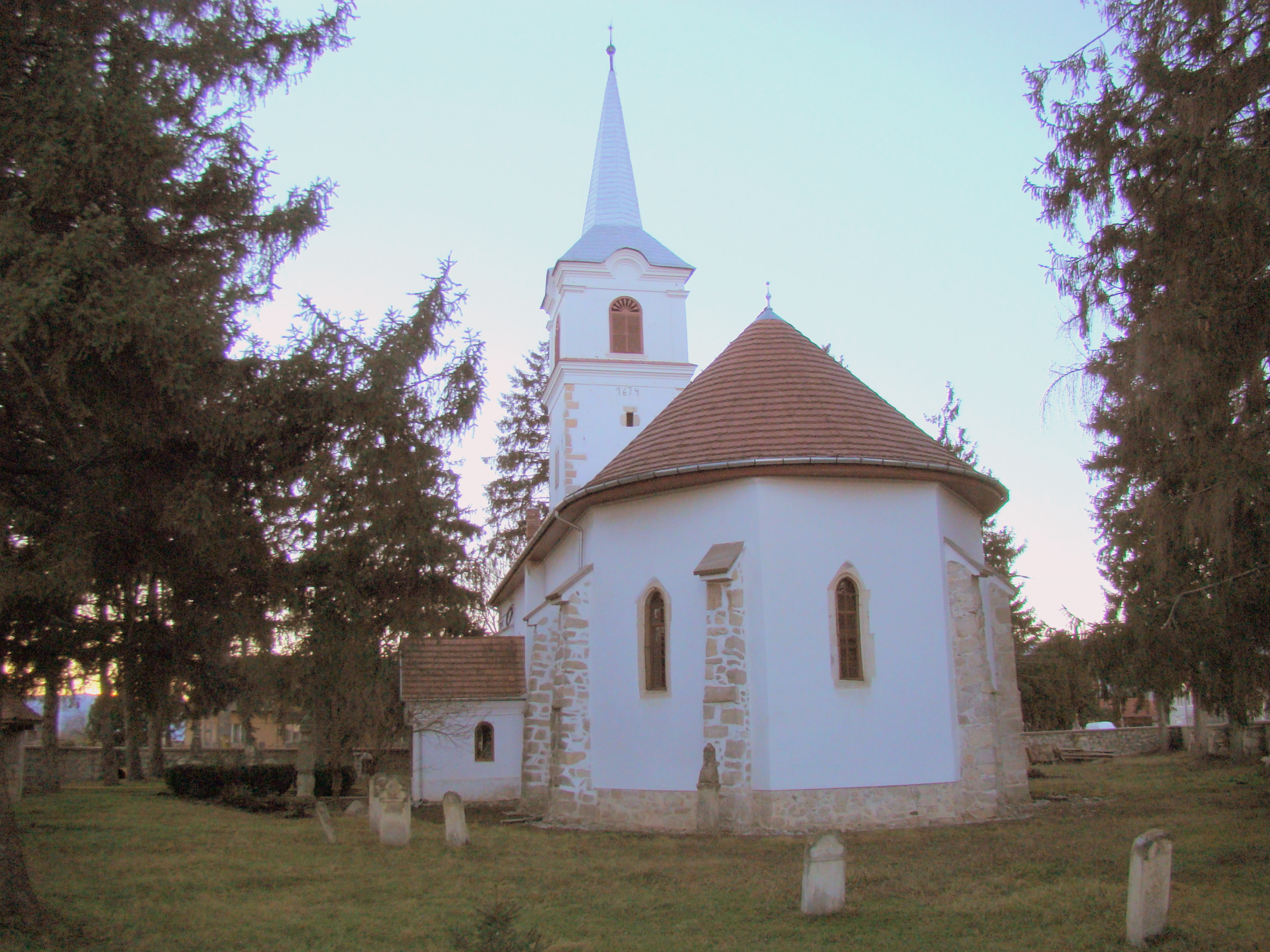
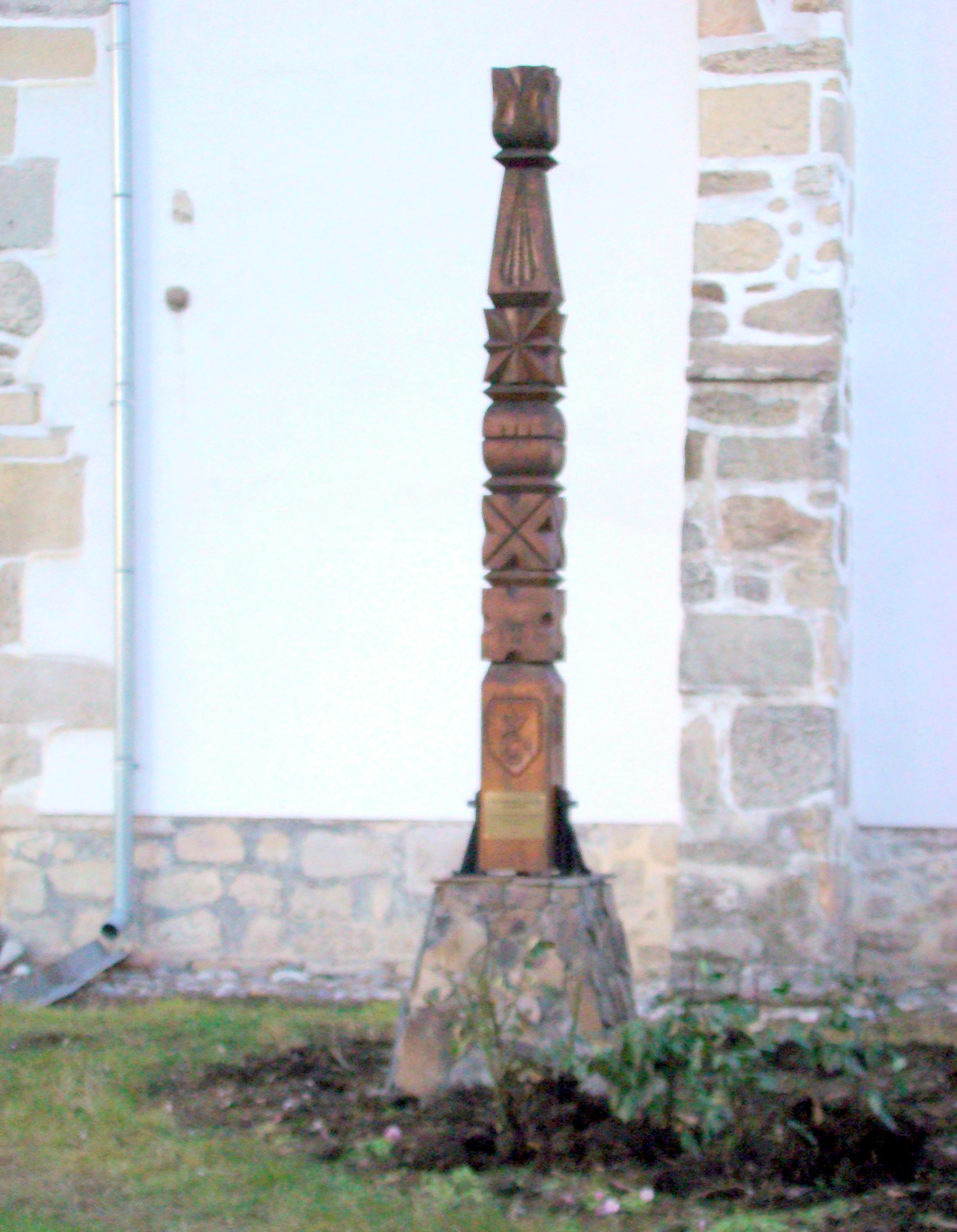
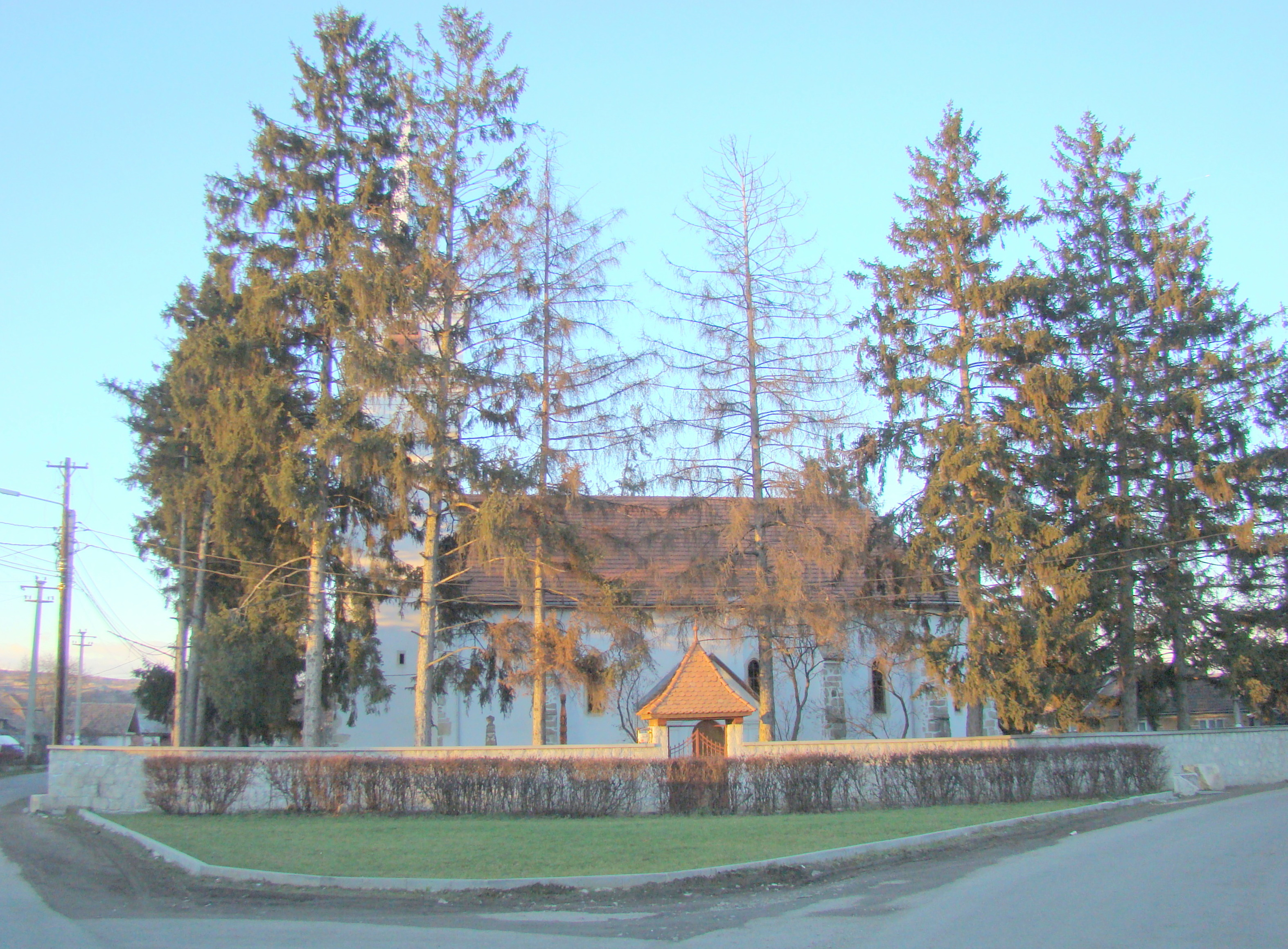
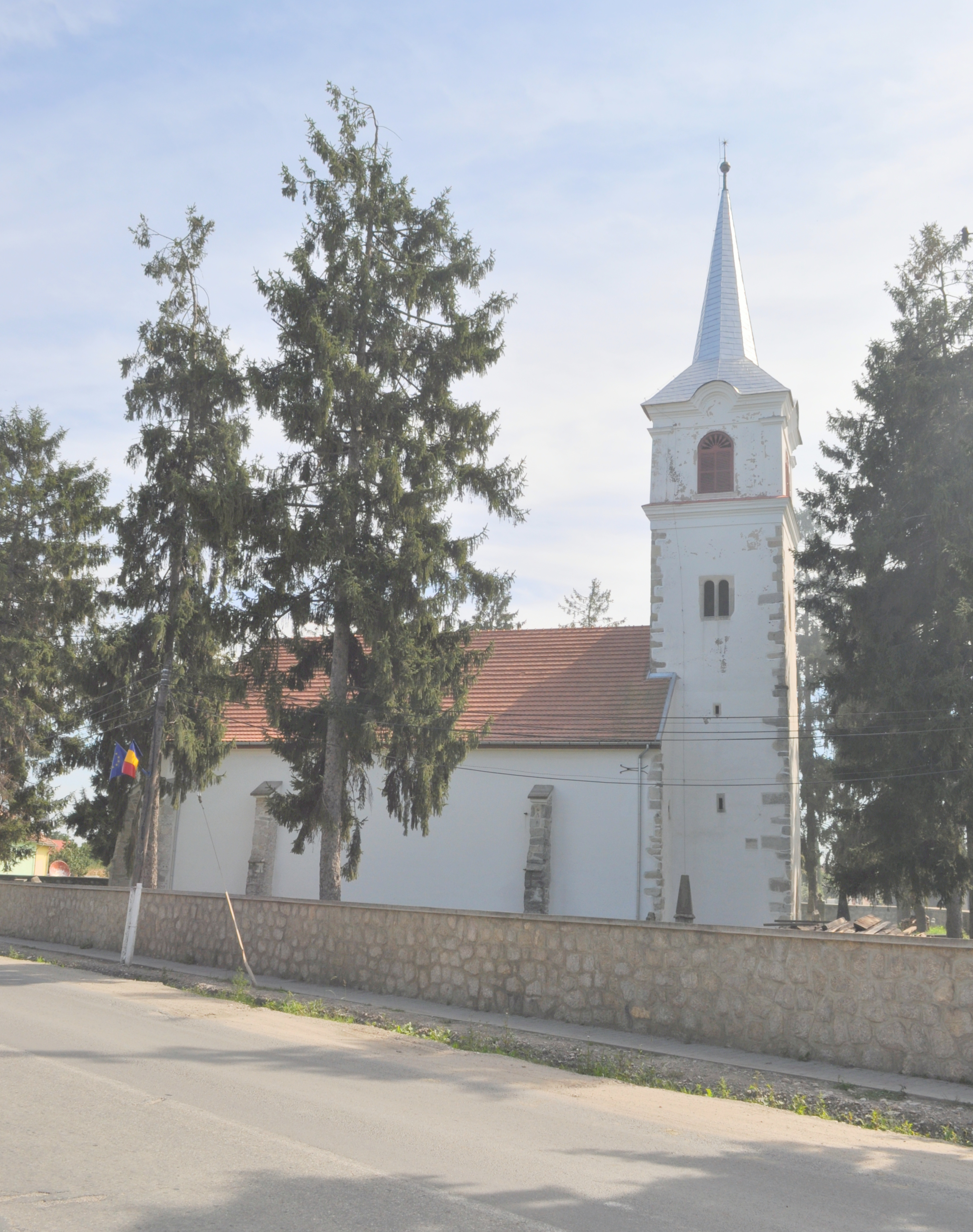